# Johann Völkel
Johann Völkel (latinisiert: Volcelius; * um 1565 in Grimma; † 1618 in Raków) war ein deutscher Theologe und führender Vertreter des polnischen Unitarismus.

## Leben und Werk
Völkel wurde um 1565 im sächsischen Grimma geboren. Ein kurfürstliches Stipendiat ermöglichte es ihm ab 1578, in Wittenberg lutherische Theologie zu studieren. Nach Abschluss seines Studiums trat er den unitarischen Polnischen Brüdern (Ecclesia Minor) bei und wurde auf der Synode von Chmielnik als Erwachsener getauft. In den Synodalakten wurde er aufgrund seines Studienortes auch als Magister Wittenbergensis bezeichnet. Zunächst wurde er Rektor der Schule in Wengrow. Später betreute er als Pfarrer unitarische Gemeinden im litauischen Philippow und ab 1611/1612 im polnischen Śmigiel (Schmiegel). Völkel stand auch in enger Verbindung mit dem unitarischen Kreis um Ernst Soner an der Universität Altdorf. Sein dortiger Deckname war Popilium oder Populeum. Obschon er in seinen Gemeinden einen guten Ruf genoss und als einer der führenden Vertreter der Polnischen Brüder angesehen wurde, wurde er der Insubordination beschuldigt und für kurze Zeit von seinem Pfarramt enthoben.
Völkel setzte sich literarisch in mehreren Pamphleten mit dem litauischen Jesuiten Martinus Smiglecius auseinander. Er war auch einer von mehreren Unitariern, die mit dem niederländischen reformierten Philosophen und Theologen Hugo Grotius korrespondierten. Völkels Hauptschrift De vera religione gab einen Überblick über die Theologie des früh-neuzeitlichen Sozinianismus. 1604 und 1605 gehörte er zusammen mit Valentin Schmalz und Hieronymus Moskorzowski zu den Mitverfassern des Rakauer Katechismus, der in Folge zu einer der bekanntesten unitarischen Bekenntnisschriften wurde und mithalf, die unitarisch-sozinianischen Ideen in Westeuropa zu verbreiten. Völkel starb 1618 im polnischen Raków.